# Émile Engel (cyclisme)
Pour les articles homonymes, voir Émile Engel et Engel.
Émile Georges Engel, né le 5 avril 1889 à Colombes et mort le 10 septembre 1914 à Maurupt-le-Montois, est un coureur cycliste français.

## Biographie
Professionnel de 1910 à 1914, il a remporté une étape du Tour de France 1914. Lors de la Première Guerre mondiale il sera mobilisé en tant que caporal au 72e régiment d'infanterie et tué à l'ennemi à Maurupt le 10 septembre 1914
Son frère Louis a également été coureur professionnel de 1912 à 1920.

## Palmarès
- 1907[2]
  - Le Chesnay-Neauphle-Le Chesnay
  - Paris-Louviers
  - 2e du championnat de Paris
  - 3e de Versailles-Orléans
- 1908
  - 2e du championnat de France sur route amateurs
- 1909
  - Paris-Beaugency
  - 3e de Paris-Sens
- 1910
  - Paris-Le Mans[2]
  - Paris-Ézy[2]
  - 10e étape du Tour de France des indépendants
  - 2e du Grand Prix d'Amiens
  - 3e de Paris-Amboise
  - 3e de Paris-Tours
  - 3e de Paris-Roubaix indépendants
  - 3e de Paris-Sens
- 1911
  - 12e étape du Tour de France des indépendants
  - 3e de Paris-Toulouse[2]
- 1913
  - 1re étape du Tour de Belgique
  - 8e de Paris-Tours
  - 10e du Tour de France
- 1914
  - 3e étape du Tour de France
  - 2e de Paris-Tours
  - 2e du championnat de France sur route
  - 2e de Paris-Menin

## Résultats sur les grands tours
2 participations
- 1913 : 10e
- 1914 : éliminé (8e étape), vainqueur de la 3e étape